# Canton de Sainte-Marie-aux-Mines
Pour les articles homonymes, voir Canton de Sainte-Marie.
Le canton de Sainte-Marie-aux-Mines est une circonscription électorale française située dans le département du Haut-Rhin, en région Grand Est. Il fait partie de la deuxième circonscription du Haut-Rhin.

## Histoire
Un nouveau découpage territorial du Haut-Rhin entre en vigueur à l'occasion des élections départementales de 2015. Il est défini par le décret du 21 février 2014, en application des lois du 17 mai 2013 (loi organique 2013-402 et loi 2013-403). Les conseillers départementaux sont, à compter de ces élections, élus au scrutin majoritaire binominal mixte. Les électeurs de chaque canton élisent au Conseil départemental, nouvelle appellation du Conseil général, deux membres de sexe différent, qui se présentent en binôme de candidats. Les conseillers départementaux sont élus pour 6 ans au scrutin binominal majoritaire à deux tours, l'accès au second tour nécessitant 12,5 % des inscrits au 1er tour. En outre la totalité des conseillers départementaux est renouvelée. Ce nouveau mode de scrutin nécessite un redécoupage des cantons dont le nombre est divisé par deux avec arrondi à l'unité impaire supérieure si ce nombre n'est pas entier impair, assorti de conditions de seuils minimaux3. Dans le Haut-Rhin, le nombre de cantons passe ainsi de 31 à 17.
Le canton de Sainte-Marie-aux-Mines est maintenu, mais passe de cinq à trente communes issues des anciens cantons de Kaysersberg (10 communes), de Lapoutroie (5 communes), de Ribeauvillé (10 communes) et de Sainte-Marie-aux-Mines (5 communes). Le territoire du canton est entièrement inclus dans l'arrondissement de Colmar-Ribeauvillé. Le bureau centralisateur est situé à Sainte-Marie-aux-Mines.

## Représentation

### Conseillers généraux de 1833 à 1871 et de 1919 à 2015
| Période                   | Période      | Identité                     | Étiquette               | Qualité |
| ------------------------- | ------------ | ---------------------------- | ----------------------- | --- |
| 1833                      | 1836 (décès) | Albert Reber                 |                         | Négociant à Sainte-Marie-aux-Mines                                                                          |
| 1836                      | 1852         | Jean-Jacques Blech           |                         | Manufacturier, maire de Sainte-Marie-aux-Mines (1851-1852)                                                  |
| 1852                      | 1861         | Charles Philippe Freppel     |                         | Propriétaire Maire de Sainte-Marie-aux-Mines (1837-1840 et 1840-1851)                                       |
| 1861                      | 1871         | Jean-Jacques Blech           |                         | Manufacturier Maire de Sainte-Marie-aux-Mines (1870-1871)                                                   |
|                           |              |                              |                         | |
| 1920                      | 1922         | Salomon Grumbach             | SFIO                    | Journaliste à L'Humanité                                                                                    |
| 1922                      | 1928         | Francis Koenig               | Centre droit            | Manufacturier à Sainte-Marie-aux-Mines                                                                      |
| 1928                      | 1931         | Alphonse Rieth (1893-1978)   | SFIO                    | Responsable syndical Adjoint au maire de Sainte-Marie-aux-Mines                                             |
| 1931                      | 1934         | Edouard Guillaume Waterkotte | SFIO                    | Commerçant à Aubure                                                                                         |
| 1934                      | 1940         | Maurice Burrus               | Ind.                    | Industriel à Sainte-Croix-aux-Mines Député (1932-1942)                                                      |
|                           |              |                              |                         | |
| 1945                      | 1949         | Georges Balland              | MRP                     | Pharmacien                                                                                                  |
| 1949                      | 1955         | Auguste Schmitt              | RPF puis RS             | Industriel à Sainte-Marie-aux-Mines                                                                         |
| 1955                      | 1965 (décès) | Louis Marchal                | SFIO                    | Employé - Maire de Sainte-Marie-aux-Mines (1954-1965)                                                       |
| 1965                      | 1998         | Guy Naudo                    | RI puis UDF-PR          | Médecin Maire de Lièpvre (1959-1977)                                                                        |
| 1998                      | 1999 (décès) | Raymond Hestin               | DVD                     | Militaire de carrière Maire de Rombach-le-Franc (1986-1999)                                                 |
| 1999 (élection partielle) | 2004         | Jacques Loëss                | PRG                     | Professeur de mathématiques Conseiller municipal de Lièpvre                                                 |
| 2004                      | 2015         | Christian Chaton             | Alsace d'abord puis UMP | Officier de carrière, ancien conseiller régional (1998-2004) Conseiller municipal de Sainte-Marie-aux-Mines |

### Conseillers d'arrondissement (de 1833 à 1871 et de 1919 à 1940)
Le canton de Sainte-Marie-aux-Mines avait trois conseillers d'arrondissement à partir de 1919.
De 1833 à 1871, il appartenait à l'arrondissement de Colmar.
| Période                                  | Période      | Identité                               | Étiquette | Qualité |
| ---------------------------------------- | ------------ | -------------------------------------- | --------- | --- |
| 1833                                     | 1836         | Jacques Christophe Lesslin (1784-1866) |           | Notaire, maire de Sainte-Marie-aux-Mines                                                                    |
| 1836                                     | 1848         | Jean Diemer (1794-1852)                |           | Fabricant à Sainte-Marie-aux-Mines                                                                          |
|                                          |              |                                        |           | |
| 1919                                     | 1933 (décès) | Jacques Kniebuhler (1863-1933)         | SFIO      | Employé des assurances sociales, maire de Sainte-Marie-aux-Mines (1924-1933)                                |
| 1925                                     | 1931         | Charles Simon (1891-1940)              | Rad.      | Entrepreneur à Sainte-Marie-aux-Mines, maire de Sainte-Croix-aux-Mines                                      |
| 1925                                     | 1940         | Martin Meyer                           | SFIO      | Tisserand à Sainte-Croix-aux-Mines                                                                          |
| 1931                                     | 1937         | Jules Wimmer (1888-1941)               | Rad.      | Sculpteur à Sainte-Marie-aux-Mines                                                                          |
| 1937                                     | 1940         | Louis Kaps (1891-1967)                 | SFIO      | Ouvrier, gérant de coopérative, maire de Sainte-Marie-aux-Mines (1935-1940 et mars-octobre 1945)            |
| 1937                                     | 1940         | M. Tanissier                           | SFIO      | |
| 1940                                     |              |                                        |           | Les conseils d'arrondissement ont été suspendus par la loi du 12 octobre 1940 et n'ont jamais été réactivés |
| Les données manquantes sont à compléter. |              |                                        |           | |

### Conseillers départementaux à partir de 2015
| Période élective | Période élective | Mandat | Mandat   | Identité        | Nuance | Nuance | Qualité |
| ---------------- | ---------------- | ------ | -------- | --------------- | ------ | ------ | --- |
| 2015             | 2021             | 2015   | 2021     | Pierre Bihl     |        | LR     | Cadre bancaire retraité Maire de Bergheim (2001-2020) Ancien conseiller général du Canton de Ribeauvillé (2008-2015) Vice-Président du conseil départemental Président de la commission administration générale et ressources humaines |
| 2015             | 2021             | 2015   | 2021     | Émilie Helderlé |        | DVD    | Professeur des écoles Ajointe au maire d'Orbey Vice-Présidente/rapporteure de la commission culture et patrimoine rapporteure de la commission sport et vie associative                                                                |
| 2021             | 2028             | 2021   | en cours | Pierre Bihl     |        | LR     | Conseiller sortant 1er vice-président chargé du territoire Centre Alsace et de l'équité territoriale |
| 2021             | 2028             | 2021   | en cours | Émilie Helderlé |        | DVD    | Conseillère sortante |

À l'issue du 1er tour des élections départementales de 2015, trois binômes sont en ballotage : Pierre Bihl et Émilie Helderlé (Union de la Droite, 40,01 %), Jean-François Abraham et Jacqueline Marie (FN, 30,73 %) et Nadège Florentz et Henri Stoll (DVG, 29,26 %). Le taux de participation est de 50,82 % (17 493 votants sur 34 422 inscrits) contre 47,8 % au niveau départemental et 50,17 % au niveau national.
Au second tour, Pierre Bihl et Émilie Helderlé (Union de la Droite) sont élus avec 44,28 % des suffrages exprimés et un taux de participation de 51,29 % (7 534 voix pour 17 602 votants et 34 320 inscrits).

## Composition

### Composition avant 2015

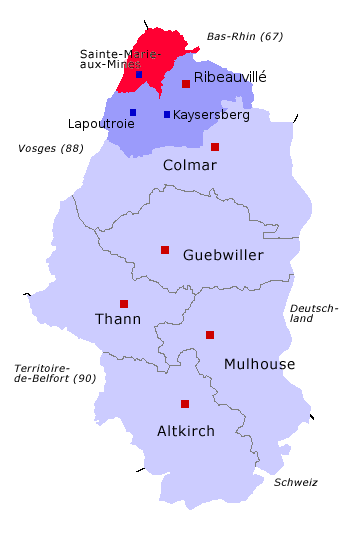
Représentation du canton de Sainte-Marie-aux-Mines au sein de l'arrondissement de Ribeauvillé et du département du Haut-Rhin avant 2015.

Le canton de Sainte-Marie-aux-Mines regroupait 5 communes.
| Nom                                | Code Insee | Codepostal | Superficie (km2) | Population (dernière pop. légale) | Densité (hab./km2) |
| ---------------------------------- | ---------- | ---------- | ---------------- | --------------------------------- | ------------------ |
| Sainte-Marie-aux-Mines (chef-lieu) | 68298      | 68160      | 45,23            | 5 290 (2012)                      | 117                |
| Aubure                             | 68014      | 68150      | 4,90             | 355 (2012)                        | 72                 |
| Lièpvre                            | 68185      | 68660      | 12,55            | 1 710 (2012)                      | 136                |
| Rombach-le-Franc                   | 68283      | 68660      | 17,87            | 834 (2012)                        | 47                 |
| Sainte-Croix-aux-Mines             | 68294      | 68160      | 27,85            | 2 021 (2012)                      | 73                 |

### Composition depuis 2015
À la suite du redécoupage de 2014, le canton de Sainte-Marie-aux-Mines comprenait trente communes.
Après la fusion au 1er janvier 2016 de Kaysersberg, Kientzheim et Sigolsheim pour former la commune nouvelle de Kaysersberg Vignoble, le canton comporte désormais 28 communes.
| Nom                                            | Code Insee | Intercommunalité               | Superficie (km2) | Population (dernière pop. légale) | Densité (hab./km2) | Modifier                                    |
| ---------------------------------------------- | ---------- | ------------------------------ | ---------------- | --------------------------------- | ------------------ | ------------------------------------------- |
| Sainte-Marie-aux-Mines (bureau centralisateur) | 68298      | CC du Val d'Argent             | 45,23            | 4 945 (2022)                      | 109                | modifier les données · modifier les données |
| Ammerschwihr                                   | 68005      | CC de la Vallée de Kaysersberg | 19,66            | 1 594 (2022)                      | 81                 | modifier les données · modifier les données |
| Aubure                                         | 68014      | CC du Pays de Ribeauvillé      | 4,90             | 357 (2022)                        | 73                 | modifier les données · modifier les données |
| Beblenheim                                     | 68023      | CC du Pays de Ribeauvillé      | 5,61             | 931 (2022)                        | 166                | modifier les données · modifier les données |
| Bennwihr                                       | 68026      | CC du Pays de Ribeauvillé      | 6,59             | 1 335 (2022)                      | 203                | modifier les données · modifier les données |
| Bergheim                                       | 68028      | CC du Pays de Ribeauvillé      | 19,16            | 2 061 (2022)                      | 108                | modifier les données · modifier les données |
| Le Bonhomme                                    | 68044      | CC de la Vallée de Kaysersberg | 21,98            | 753 (2022)                        | 34                 | modifier les données · modifier les données |
| Fréland                                        | 68097      | CC de la Vallée de Kaysersberg | 19,74            | 1 297 (2022)                      | 66                 | modifier les données · modifier les données |
| Guémar                                         | 68113      | CC du Pays de Ribeauvillé      | 18,22            | 1 464 (2022)                      | 80                 | modifier les données · modifier les données |
| Hunawihr                                       | 68147      | CC du Pays de Ribeauvillé      | 4,81             | 549 (2022)                        | 114                | modifier les données · modifier les données |
| Illhaeusern                                    | 68153      | CC du Pays de Ribeauvillé      | 10,46            | 719 (2022)                        | 69                 | modifier les données · modifier les données |
| Katzenthal                                     | 68161      | CC de la Vallée de Kaysersberg | 3,50             | 517 (2022)                        | 148                | modifier les données · modifier les données |
| Kaysersberg Vignoble                           | 68162      | CC de la Vallée de Kaysersberg | 35,45            | 4 391 (2022)                      | 124                | modifier les données · modifier les données |
| Labaroche                                      | 68173      | CC de la Vallée de Kaysersberg | 13,44            | 2 174 (2022)                      | 162                | modifier les données · modifier les données |
| Lapoutroie                                     | 68175      | CC de la Vallée de Kaysersberg | 21,12            | 1 872 (2022)                      | 89                 | modifier les données · modifier les données |
| Lièpvre                                        | 68185      | CC du Val d'Argent             | 12,55            | 1 647 (2022)                      | 131                | modifier les données · modifier les données |
| Mittelwihr                                     | 68209      | CC du Pays de Ribeauvillé      | 2,42             | 849 (2022)                        | 351                | modifier les données · modifier les données |
| Orbey                                          | 68249      | CC de la Vallée de Kaysersberg | 46,02            | 3 445 (2022)                      | 75                 | modifier les données · modifier les données |
| Ostheim                                        | 68252      | CC du Pays de Ribeauvillé      | 8,16             | 1 654 (2022)                      | 203                | modifier les données · modifier les données |
| Ribeauvillé                                    | 68269      | CC du Pays de Ribeauvillé      | 32,21            | 4 723 (2022)                      | 147                | modifier les données · modifier les données |
| Riquewihr                                      | 68277      | CC du Pays de Ribeauvillé      | 17,04            | 1 004 (2022)                      | 59                 | modifier les données · modifier les données |
| Rodern                                         | 68280      | CC du Pays de Ribeauvillé      | 7,05             | 396 (2022)                        | 56                 | modifier les données · modifier les données |
| Rombach-le-Franc                               | 68283      | CC du Val d'Argent             | 17,87            | 785 (2022)                        | 44                 | modifier les données · modifier les données |
| Rorschwihr                                     | 68285      | CC du Pays de Ribeauvillé      | 2,47             | 366 (2022)                        | 148                | modifier les données · modifier les données |
| Saint-Hippolyte                                | 68296      | CC du Pays de Ribeauvillé      | 17,86            | 945 (2022)                        | 53                 | modifier les données · modifier les données |
| Sainte-Croix-aux-Mines                         | 68294      | CC du Val d'Argent             | 27,85            | 1 756 (2022)                      | 63                 | modifier les données · modifier les données |
| Thannenkirch                                   | 68335      | CC du Pays de Ribeauvillé      | 4,60             | 457 (2022)                        | 99                 | modifier les données · modifier les données |
| Zellenberg                                     | 68383      | CC du Pays de Ribeauvillé      | 4,96             | 323 (2022)                        | 65                 | modifier les données · modifier les données |
| Canton de Sainte-Marie-aux-Mines               | 6815       |                                | 450,93           | 43 309 (2022)                     | 96                 | modifier les données                        |

## Démographie

### Démographie avant 2015
| 1962   | 1968   | 1975   | 1982   | 1990   | 1999   | 2006   | 2011   | 2012   |
| ------ | ------ | ------ | ------ | ------ | ------ | ------ | ------ | ------ |
| 13 224 | 12 518 | 11 632 | 10 917 | 10 393 | 10 703 | 10 699 | 10 302 | 10 210 |

### Démographie depuis 2015
En 2022, le canton comptait 43 309 habitants, en évolution de −2,56 % par rapport à 2016 (Haut-Rhin : +0,66 %, France hors Mayotte : +2,11 %).
| 2013   | 2018   | 2022   |
| ------ | ------ | ------ |
| 44 677 | 44 121 | 43 309 |